# Liste der Kulturdenkmäler in Daubach (Westerwald)
In der Liste der Kulturdenkmäler in Daubach sind alle Kulturdenkmäler der rheinland-pfälzischen Ortsgemeinde Daubach aufgeführt. Grundlage ist die Denkmalliste des Landes Rheinland-Pfalz (Stand: 21. Dezember 2021).

## Einzeldenkmäler
| Bezeichnung    | Lage                        | Baujahr                              | Beschreibung                                                 | Bild            |
| -------------- | --------------------------- | ------------------------------------ | ------------------------------------------------------------ | --------------- |
| Kriegerdenkmal | Hauptstraße, bei Nr. 1 Lage | um 1930                              | Kriegerdenkmal 1914/18; Säule mit bekrönendem Eisernen Kreuz | Fotos hochladen |
| Dorfmuseum     | Hauptstraße 23 Lage         | 17. oder 18. Jahrhundert             | Fachwerkhaus, 17. oder 18. Jahrhundert                       | Fotos hochladen |
| Stall          | Hauptstraße, zu Nr. 32 Lage | 18. oder Anfang des 19. Jahrhunderts | Viehstall; Fachwerkbau, 18. oder Anfang des 19. Jahrhunderts | Fotos hochladen |